# Teoria catastrofei Toba

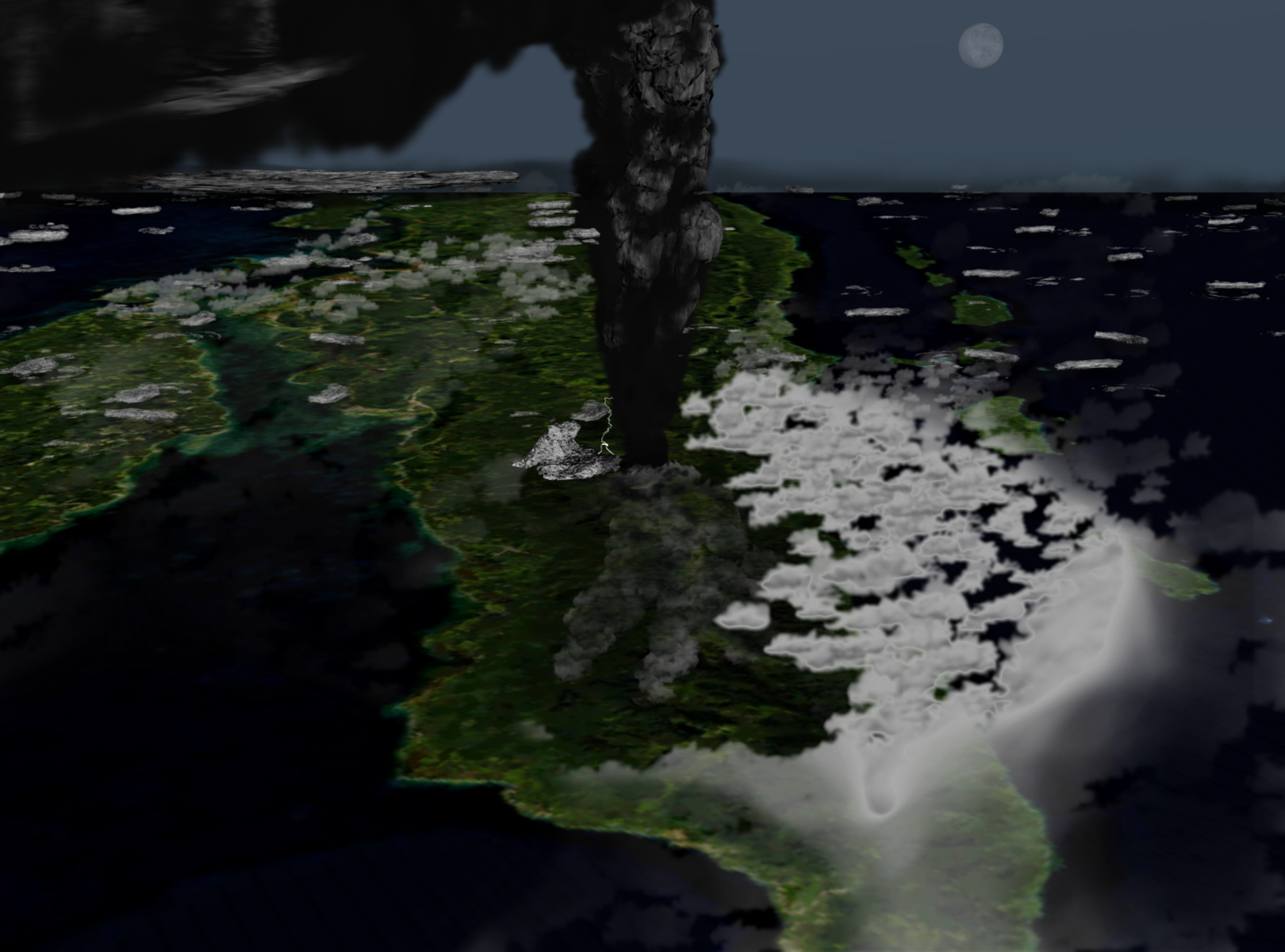
Desen ipotetic al erupției Toba, la aproximativ 42 km deasupra nordului Sumatrei.

Teoria catastrofei Toba este o teorie din anul 1998, a profesorului american Stanley H. Ambrose de la Universitatea "Urbana-Champaign" din Illinois, SUA. 

## Descriere
Conform acestei teorii, o super-erupție de gradul 8 pe scara VEI (indexul gradului de explozie vulcanică) de acum ca. 69.000-77.000 ani a vulcanului situat în locul lacului Toba din insula indoneziană Sumatra a redus vegetația și numărul de specii de animale de pe glob, specia umană fiind în pericol de dispariție, populația reducându-se la 10.000 oameni sau chiar mai puțin [nefuncțională]
 .